# 浮梁县衙
29°22′41″N 117°14′44″E / 29.37806°N 117.24556°E
浮梁县衙位于中国江西省景德镇市浮梁县浮梁镇，建于清道光年间，现存中门、衙院、正堂、二堂、内宅和厨房六个部分，占地面积1200多平米。浮梁古县衙是中国仅存的四处古县衙之一，1987年被列为江西省文物保护单位。
- 重建的石牌坊
- 影壁和千年桂花树
- 大门
- 仪门